# Abba (teologi)
Abba, ett arameiskt ord, motsvarande hebreiskans ab, är i Nya Testamentet upptaget och omskrivet med grekiska bokstäver samt vanligen återgivet med fader. 
Formen motsvarar egentligen substantiv med artikel: pappan. Men eftersom substantiv med suffix för första person inte används, blev abba i Jesu mun faktiskt lika med min pappa. Sedan fick abba betydelsen av egennamn för Gud, så att de grekiskt talande kristna översatte formen med fadern (se även Rom. 8: 15). I senare judendom blev abba en titel för skriftlärda: Abba Josse med flera. Det är härifrån som orden abbé, abbot, abbate och abt samt abba, abuna (vår fader) hos syrianer, kopter och etiopier stammar.
Jesus använder Abba som tilltal till Gud. I sin ångestfyllda stund i Getsemane örtagård ber han till Fadern: "Abba! Fader! För dig är allting möjligt. Ta denna bägare från mig. Men inte som jag vill, utan som du vill." (Mark. 14:36)